# Танер-Таненбаум, Жан Львович
Жан Львович Танер-Таненбаум (настоящая фамилия Таненбаум; 1895—1942) — профессор, первый заведующий кафедрой теоретических основ теплотехники Московского энергетического института. Учёный в области теплофикации и централизованного теплоснабжения в СССР. Член ВКП(б) с 1928 года.

## Биография
Родился в 1895 году в Варшаве. По национальности был швейцарцем (по другим данным — «немцем с еврейскими корнями»), происходил из семьи социал-демократа. По состоянию на 1905 год его семья жила в Варшаве.
Получил высшее техническое образование. Работал в Германии и Австрии.
В 1924 году его назначили начальником Главэлектро ВСНХ отдела рационализации теплосилового хозяйства. В конце 1925 года возглавил отдел промышленной энергетики Главэлектро, так же был главой комиссии по теплофикации, целью работы которой было исследование теплопотребления в Москве, Ленинграде, Киеве, Минске и других больших городах. В 1930 году провел работу по созыву I Всесоюзного съезда по теплофикации. Во время проведения съезда, учёный осветил проблемы теплового баланса в СССР.
Был первым заведующим кафедры теоретических основ теплотехники МЭИ, которая была образована в 1930 году. В 1931 году получил назначение на должность председателя ВСНХ Комитета по теплофикации, который был создан в Энергоцентре.
В 1936 году издал учебник, в котором впервые появилась разработка инженерных приложений кинетической теории теплоты и термодинамические основы теплофикационных циклов. В 1936 году была опубликована его статья в журнале «Красная новь». В 1938 году кафедра выпустила учебник по технической термодинамике, который был написал Ж. Л. Танер-Таненбаумом и А. М. Литвиновым. Учёный ввел термин «Теплофикация».
14 июня 1938 года был арестован из-за подозрений в контрреволюционной деятельности и осужден 23 сентября 1938 года. Был освобожден 29 сентября 1939 года с полной реабилитацией. 2 июля 1941 года был арестован повторно и освобожден 1 ноября 1941 года.
С сентября 1941 года работал в Уральском политехническом институте в Свердловске.
Умер 29 июня 1942 года. Похоронен в Екатеринбурге.
Жена — электротехник Катажина Максимилиановна Горвиц (Бельская, 1906—?), дочь польского социалиста Генрика Валецкого (Максимилиана Горвица); с 1927 года жила в СССР.